# Burns, Baby Burns
Burns, Baby Burns (titulado Quema, Bebé Burns en España y Papi Burns en Hispanoamérica) es el cuarto episodio de la octava temporada de Los Simpson, estrenado originalmente en la cadena FOX el 17 de noviembre de 1996. En el episodio, Larry, el hijo perdido del Sr. Burns, regresa y, aunque al principio se llevan bien, Burns comienza a ver que su hijo es muy distinto a él. Fue dirigido por Jim Reardon y fue el primer episodio escrito por Ian Maxtone-Graham. La estrella invitada fue Rodney Dangerfield como Larry Burns. El título es un juego de palabras de la letra Burnt, Baby Burnt de la canción Disco Inferno, la cual a su vez es una cita de los Panteras Negras de mediados de los '60.

## Sinopsis
La familia Simpson visita una fábrica de sidra de manzana. La visita aburre a Homer y, para hacer más pesada su estancia, aparece Ned Flanders. Por el contrario, Marge, Lisa y Bart sí disfrutan del recorrido.
El Sr. Burns sale de una reunión de aniversario de graduación de la Universidad de Yale, en New Haven, Connecticut, en su vagón privado el cual es parte de un tren Amtrak que se dirige a Springfield. Poco tiempo después el tren que lo transporta desde Connecticut a Springfield es interceptado por un obstáculo. Mientras el vehículo está detenido, un encargado de un puesto de souvenirs llamado Larry intenta vender infructuosamente sus productos entre los pasajeros. Sin embargo, al acercarse al último vagón del tren del Señor Burns, queda sorprendido al verlo comparando una foto que conservaba desde hace años. Decidido a saber más sobre él, decide hacer autostop para seguir su paradero. 
Los Simpson ven a Larry pidiendo que los lleve en su auto, y después de mucho discutir, Homer decide recogerlo. Una vez en Springfield, se presenta ante el Sr. Burns como su hijo. El anciano admite que Larry fue el resultado de una relación de una noche durante una reunión universitaria. Al principio, Burns admite a su hijo, pero pronto se cansa de él cuando nota sus frívolos modales en público. 
Homer, que se ha hecho muy amigo de Larry, le sugiere fingir su propio secuestro para recobrar el amor de su padre. Poco tiempo después, son descubiertos y perseguidos por la policía y la prensa. En un intento de fuga, Homer y Larry se esconden en un cine, pero son atrapados en el techo del espectacular. Simpson intenta aclarar la situación poniendo su ejemplo, lo cual la multitud acepta. 
Finalmente, Larry le explica lo sucedido a Burns, el cual decide perdonarle pero le dice que él no es el padre que necesita. Larry acepta este hecho, e igual anuncia su regreso a casa, dado que ya tiene una familia, pero antes monta una fiesta improvisada en la calle, lo cual deja confundidas a Marge y Lisa porque no saben de donde salieron la música y las bebidas, Homer les contesta que como son dibujos animados nada tiene sentido y ese momento cae en su cuello un collar de flores y recibe una bebida de una mano misteriosa y se pone a festejar también.

## Producción
Ian Maxtone-Graham escribió el episodio y fue el primero que hizo para Los Simpson, aunque había trabajado en el programa desde hacía varios meses. Maxtone-Graham había trabajado previamente con Bill Oakley y Josh Weinstein en un programa de juegos y los dos lo convencieron para que sea escritor de Los Simpson. El episodio iba a tratar originalmente sobre el Sr. Burns y el Abuelo, quienes habrían estado en París durante la Segunda Guerra Mundial y se enamorarían de la misma mujer, quien tendría un hijo. Maxtone-Graham quería que este episodio se tratase de que Burns tuviese un hijo, de lo cual se trató finalmente el argumento. La otra idea para el episodio finalmente se convirtió en "The Curse of the Flying Hellfish". El episodio comienza cuando la familia visita el Mt. Swartzwelder, una fábrica histórica de sidra, porque los escritores pensaban que hacer algo que incluyese al otoño y a una fábrica de sidra era un ambiente perfecto para la historia. Más tarde en el episodio, puede verse una caricatura del director Jim Reardon a bordo de un tren. Reardon odia volar, por lo que cuando se lo dibuja en la serie se lo ubica en escenas en las que haya trenes.
El personaje de Yale con el que habla el Sr. Burns está basado en el personaje ficticio Dink Stover, del libro "Dink Stover at Yale" de Owen Johnson.
Rodney Dangerfield es la estrella invitada del episodio, y es el favorito de muchos de los escritores de la serie. Varios de los gags del episodio fueron escritos específicamente para adecuarlos a Dangerfield, y fueron mucho más difíciles de escribir que los que se habían planeado originalmente. Dangerfield le hizo muchos cambios al libreto, y dejó en los estudios de la serie, luego de grabar su parte, el libreto y el bolígrafo con el que escribió los cambios. Josh Weinstein conservó el libreto y el bolígrafo y los considera a ambos sus posesiones más preciadas que tengan que ver con Los Simpson. Diseñar a Larry Burns fue un reto porque el director quería que se viese como Dangerfield, pero que tuviera características de Burns tales como la nariz en punta.